# Provincia de Nakhon Phanom
Nakhon Phanom (en tailandés: นครพนม) es una de las setenta y seis provincias que conforman la organización territorial del Reino de Tailandia.

## Geografía
La provincia se encuentra en el valle del río Mekong, y es en su mayoría llana. En la parte norte de la provincia hay más de montañas, bosques y llanuras cubiertas. El principal río de la parte norte es el río Songkhram y el río más pequeño, el Oun. La parte sur es más plana, y tiene al río Kum como único río notable. La capital de la provincia, la ciudad de Nakhon Phanom, está situada en las orillas del Mekong, en la frontera con la República Democrática Popular Lao.
El parque nacional Phu Lang Ka abarca 50 kilómetros cuadrados de bosques y montañas, e incluye las cascadas de Tat Kham y Tat Tel entre sus atracciones más populares. También es un lugar propicio para el crecimiento de flores como la orquídea Lady Slipper. Cabe destacar que también hay una diversidad de fauna muy importante en el parque.

## Divisiones administrativas

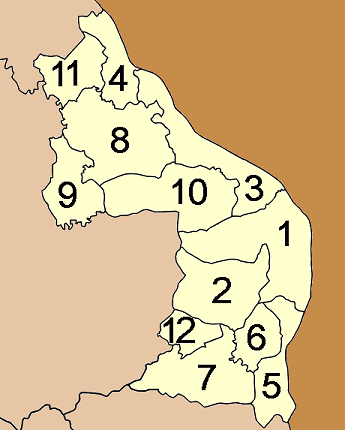
Distritos de la provincia.

Esta provincia tailandesa se encuentra subdividida en una cantidad de distritos (amphoe) que aparecen numerados a continuación:
- 1. Mueang Nakhon Phanom
- 2. Pla Pak
- 3. Tha Uthen
- 4. Ban Phaeng
- 5. That Phanom
- 6. Renu Nakhon
- 7. Na Kae
- 8. Si Songkhram
- 9. Na Wa
- 10. Phon Sawan
- 11. Na Thom
- 12. Wang Yang

## Demografía
La provincia abarca una extensión de territorio que ocupa una superficie de unos 5.512,7 kilómetros cuadrados, y posee una población de 684.444 personas (según las cifras del censo realizado en el año 2000). Si se consideran los datos anteriores se puede deducir que la densidad poblacional de esta división administrativa es de 124 habitantes por kilómetro cuadrado aproximadamente.